# Michael Ballhaus
Pour les articles homonymes, voir Ballhaus.
Michael Ballhaus, né le 5 août 1935 et mort le 12 avril 2017 à Berlin (Allemagne), est un directeur de la photographie allemand.

## Biographie
Michael Ballhaus est le fils de l'acteur et metteur en scène Oskar Ballhaus (de), intime de Max Ophüls, et le neveu de Carl Balhaus.
Il a beaucoup travaillé pour Fassbinder avant de traverser l'Atlantique pour travailler avec Scorsese, Mike Nichols ou Robert Redford.
Il fut président du jury de la Berlinale 1990, et membre du jury aux festivals de Festival de Cannes 1996 et à la Mostra de Venise 2003. 
En 2016, il reçoit l'Ours d'or d'honneur lors de la Berlinale 2016.

### Famille
Michael Ballhaus est le père du directeur de la photographie Florian Ballhaus (de).

## Filmographie sélective

### Cinéma
- 1971 : Prenez garde à la sainte putain (Warnung vor einer heiligen Nutte) de Rainer Werner Fassbinder
- 1972 : Les Larmes amères de Petra von Kant (Die Bitteren Tränen der Petra von Kant) de Rainer Werner Fassbinder
- 1974 : Le Droit du plus fort (Faustrecht der Freiheit) de Rainer Werner Fassbinder
- 1979 : Le Mariage de Maria Braun (Die Ehe der Maria Braun) de Rainer Werner Fassbinder
- 1980 : Lili Marleen (Lili Marleen) de Rainer Werner Fassbinder
- 1982 : L'Amie (Heller Wahn) de Margarethe von Trotta
- 1983 : Ediths Tagebuch de Hans W. Geißendörfer
- 1984 : Reckless de James Foley
- 1985 : Mort d'un commis voyageur (Death of a Salesman) de Volker Schlöndorff
- 1986 : After Hours de Martin Scorsese
- 1986 : Under the Cherry Moon de Prince
- 1986 : La Couleur de l'argent (The Color of Money) de Martin Scorsese
- 1987 : La Ménagerie de verre (The Glass Menagerie) de Paul Newman
- 1987 : Broadcast news (Broadcast news) de James L. Brooks
- 1988 : La Dernière Tentation du Christ (The Last Temptation of Christ) de Martin Scorsese
- 1988 : Une femme en péril (The House on Carroll Street) de Peter Yates
- 1989 : Working Girl de Mike Nichols
- 1989 : Susie et les Baker Boys (The Fabulous Baker Boys) de Steven Kloves
- 1990 : Les Affranchis (Goodfellas) de Martin Scorsese
- 1990 : Bons Baisers d'Hollywood (Postcards from the Edge) de Mike Nichols
- 1992 : Dracula (Bram Stoker's Dracula) de Francis Ford Coppola
- 1993 : Le Temps de l'innocence (The Age of Innocence) de Martin Scorsese
- 1995 : Quiz Show de Robert Redford
- 1995 : Alerte ! (Outbreak) de Wolfgang Petersen
- 1997 : Air Force One de Wolfgang Petersen
- 1998 : Primary Colors de Mike Nichols
- 1999 : Wild Wild West de Barry Sonnenfeld
- 2000 : De quelle planète viens-tu ? (What Planet Are You From ?) de Mike Nichols
- 2001 : La Légende de Bagger Vance (The Legend of Bagger Vance) de Robert Redford
- 2003 : Gangs of New York de Martin Scorsese
- 2003 : Tout peut arriver (Something's Gotta Give) de Nancy Meyers
- 2006 : Les Infiltrés (The Departed) de Martin Scorsese
- 2013 : 3096 de Sherry Hormann

### Télévision
- 1974 : Martha de Rainer Werner Fassbinder
- 1976 : Je veux seulement que vous m'aimiez (Ich will doch nur, daß ihr mich liebt) de Rainer Werner Fassbinder

## Distinctions
- Membre de l'Académie des arts de Berlin (1989)[2]

## Prix et récompenses
- 2007 : Prix du cinéma européen European Award d'honneur-Contribution européenne au cinéma mondial
- 2016 : Ours d'or d'honneur à la Berlinale 2016.